# مرجانی‌ها
مرجانی‌ها (نام علمی: Trapezia) نام یک سرده از تیره خرچنگ‌های مرجانی است.